# Shangani Patrol
 Shangani Patrol, der Patrouillenritt zum Shangani, war Teil des Ersten Matabelekriegs im ehemaligen Rhodesien.

## Verlauf
Im Jahr 1893 war zwischen den dort heimischen Matabele und der britischen Kolonialgesellschaft ein Krieg ausgebrochen, so dass der Präsident der Kapkolonie nach mehreren Gefechten und Schlachten eine etwa 470 Mann starke Expeditionsstreitkraft aussandte, um die Gefangennahme des Königs der Matabele, Lobengula, zu veranlassen. Sie bestand aus 34 weißen Männern der British South Africa Company, von denen 31 am Shangani-Fluss am 1. November 1893 bei einem Gefecht mit Matabele-Kriegern gefallen sind. Für die weißen Rhodesier war es ein Massaker, das sie glorifizierten. Einer der drei Überlebenden war Frederick Russell Burnham.